# Карикатурен скандал (2005 – 2006)
Карикатурният скандал (2005-2006) е междукултурен конфликт между мюсюлманите от арабския свят и привържениците на съвременната западна културна традиция по повод на свободата на словото, възникнал в края на 2005, продължил в началото на 2006 и обхванал практически всички страни на Европа и мюсюлманския Изток. Причина за конфликта е статия с карикатури на пророка Мохамед, публикувани в датския вестник Jyllands-Posten през 2005 г. като илюстрация към статия, касаеща автоцензурата и свободата на словото: в нея се казва, че когато датският писател Коре Блюйтген написал популярна детска книга за исляма, се оказало, че нито един художник не е съгласен да направи илюстрации към нея, ако анонимността му не бъде запазена. Като причина е посочена съществуващата в исляма забрана за изобразяване на животни и хора (и особено на пророка Мохамед).
Статията със заглавие Muhammeds ansigt („Лицето на Мохамед“) съдържа 12 карикатури. В пояснителния текст се казва:

Някои мюсюлмани отхвърлят съвременното светско общество. Те претендират за специални привилегии въз основа на своите религиозни чувства. Това е несъвместимо със съвременната демокрация и свободата на словото, при които човек трябва да се отнася толерантно към обидите, подигравките и насмешките. Разбира се, те не винаги са приятни за гледане, и това съвсем не означава, че подигравките с религиозните чувства трябва да стават на всяка цена, а че в настоящия контекст те нямат чак толкова голямо значение. ... намираме се на хлъзгава плоскост и никой не може да каже как да сложим край на автоцензурата. Ето защо Morgenavisen Jyllands-Posten покани членовете на Съюза на датските карикатуристи да нарисуват Мохамед така, както те го виждат 
—Флеминг Роуз, Muhammeds ansigtВ оригинал 
Modern, secular society is rejected by some Muslims. They demand a special position, insisting on special consideration of their own religious feelings. It is incompatible with contemporary democracy and freedom of speech, where one must be ready to put up with insults, mockery and ridicule. It is certainly not always attractive and nice to look at, and it does not mean that religious feelings should be made fun of at any price, but that is of minor importance in the present context. ... we are on our way to a slippery slope where no-one can tell how the self-censorship will end. That is why Morgenavisen Jyllands-Posten has invited members of the Danish editorial cartoonists union to draw Muhammad as they see him.